# Agrostis hugoniana
Agrostis hugoniana é uma espécie de gramínea do gênero Agrostis, pertencente à família Poaceae.